# Jean Parisot de La Valette
Jean Parisot de La Valette testvér (Parisot, 1494. – Castello a Mare, Málta, 1568. augusztus 21.) provence-i johannita lovag, a Jeruzsálemi Szent János Lovagrend 48. nagymestere volt. Elsősorban katonai képességei, és a Nagy ostromban játszott szerepe miatt ismert.

## Élete

De la Valette címere

Dél-Franciaországban született ismert családban. 20 évesen lépett be a Szent János Lovagrendbe, ahol a provence-i "langue" tagja lett. Rodosz elvesztésekor már jelen volt 1522-ben. A Máltáról indított portyák idején küzdötte fel magát a ranglétrán. Brantôme atya így írta le: "Kellemes ember volt, magas, nyugodt és érzésektől mentes, jó néhány nyelvet folyékonyan beszélt: olaszul, spanyolul, görögül, arabul és törökül." 1537-ben kinevezték Tripoli kormányzójává, rendkívüli organizációs képességével az egykori kalózvárost sikerült a lovagok egyik központjává kiépítenie. 1541-ben egy csatában súlyosan megsérült, és elvesztette hajóját, a San Giovanni-t. Egy évre török gályarabságba került. 1554-ben a rend gályáinak főparancsnoka lett. 1557. augusztus 18-án választották meg Claude de la Sengle nagymester utódául. Kezdetben biztosította a Német-Római Császárság és a Velencei Köztársaság adófizető területeit, ám a Trienti zsinattól nem kapta meg a támogatást, hogy a protestánsok által elvett területeket is visszakövetelje. Ezután az Oszmán Birodalom elleni harcra koncentrált. Miután Garcia de Toledo szicíliai alkirálytól híreket kapott egy készülő török támadásról, jelentős erődítési munkákba kezdett Máltán. Az ostromra néhány év múlva került sor. 1565. május 18-án a török seregek Piali pasa, Musztafa pasa és Turgut reisz (Dragut) vezetésével partraszálltak Máltán. Egy hónapi ostrom után elfoglalták a Sant'Elmo-erődöt, ám hatalmas veszteségeket szenvedtek. A lovagok két városának, Castello a Marénak és Sengleának az ostroma újabb három hónapig tartott. De la Valette többször személyes bátorságával mentette meg az ostromlott várost, egy alkalommal a felrobbantott fal résén át beözönlő törökökre támadva, máskor a leomló fal mögé épített fallal csapdába ejtve őket.
A győzelmes év után azonban biztonságosabb város építésébe fogott a kikötők legelőnyösebb pontján. A város építése 1566 márciusában kezdődött. De la Valette saját nevét (Valletta), és a Città Umilissima (legalázatosabb város) nevet adta neki. Utolsó évét a pápával való küzdelem nehezítette. A város elkészültét nem érhette meg, két év múlva meghalt. Utóda Pietro del Monte lett. A Szent János-társkatedrális elkészülte után hamvait áthozták Castello a Maréból, ma itt nyugszik.

## Érdekesség
A Málta és Olaszország közötti kompjáratot működtető Virtù Ferries róla nevezte el legújabb katamaránját, amely az ausztráliai gyártótól Málta felé tartva sikeresen kelt át a kalóztevékenységéről hírhedt szomáliai vizeken: a megszállás ellen szögesdróttal megerősített hajó 77,8 km/h-s teljes sebességgel kelt át az érintett részen, és a kalózok idővel feladták a sokkal gyorsabb hajó üldözését.